# 인천 중구의 국회의원

## 행정구역 변천
- 1968년 1월 1일 경기도 인천시 중구 설치
- 1981년 7월 1일 인천직할시 중구
- 1989년 1월 1일 옹진군 영종면·용유면이 중구에 편입
- 1995년 1월 1일 인천광역시 중구

## 인천 중구의 역대 국회의원 일람
| 대수   | 이름           | 소속정당   | 임기                               | 선거구역                         |
| ------ | -------------- | ---------- | ---------------------------------- | -------------------------------- |
| 제8대  | 류승원(柳承源) | 민주공화당 | 1971년 7월 1일 ~ 1972년 10월 17일  | 인천시 중구·동구 일원(제1선거구) |
| 제9대  | 김은하(金殷夏) | 신민당     | 1973년 3월 12일 ~ 1979년 3월 11일  | 인천시 일원(제1선거구)           |
| 제9대  | 류승원(柳承源) | 민주공화당 | 1973년 3월 12일 ~ 1979년 3월 11일  | 인천시 일원(제1선거구)           |
| 제10대 | 김은하(金殷夏) | 신민당     | 1979년 3월 12일 ~ 1980년 10월 27일 | 인천시 일원(제1선거구)           |
| 제10대 | 류승원(柳承源) | 민주공화당 | 1979년 3월 12일 ~ 1980년 10월 27일 | 인천시 일원(제1선거구)           |
| 제11대 | 맹은재(孟殷在) | 민주정의당 | 1981년 4월 11일 ~ 1985년 4월 10일  | 인천시 중구·남구 일원(제1선거구) |
| 제11대 | 김은하(金殷夏) | 민주한국당 | 1981년 4월 11일 ~ 1985년 4월 10일  | 인천시 중구·남구 일원(제1선거구) |
| 제12대 | 심정구(沈晶求) | 민주정의당 | 1985년 4월 11일 ~ 1988년 5월 29일  | 중구·남구 일원                   |
| 제12대 | 명화섭(明華燮) | 신한민주당 | 1985년 4월 11일 ~ 1988년 5월 29일  | 중구·남구 일원                   |
| 제13대 | 서정화(徐廷華) | 민주정의당 | 1988년 5월 30일 ~ 1992년 5월 29일  | 중구·동구 일원                   |
| 제14대 | 서정화(徐廷華) | 민주자유당 | 1992년 5월 30일 ~ 1996년 5월 29일  | 중구·동구 일원                   |
| 제15대 | 서정화(徐廷華) | 신한국당   | 1996년 5월 30일 ~ 2000년 5월 29일  | 중구·동구·옹진군 일원            |
| 제16대 | 서상섭(徐相燮) | 한나라당   | 2000년 5월 30일 ~ 2004년 5월 29일  | 중구·동구·옹진군 일원            |
| 제17대 | 한광원(韓光元) | 열린우리당 | 2004년 5월 30일 ~ 2008년 5월 29일  | 중구·동구·옹진군 일원            |
| 제18대 | 박상은(朴商銀) | 한나라당   | 2008년 5월 30일 ~ 2012년 5월 29일  | 중구·동구·옹진군 일원            |
| 제19대 | 박상은(朴商銀) | 새누리당   | 당선 무효                          | 중구·동구·옹진군 일원            |
| 제20대 | 안상수(安相洙) | 무소속     | 2016년 5월 30일 ~ 2020년 5월 29일  | 중구·동구·옹진군·강화군 일원     |
| 제21대 | 배준영(裵俊英) | 미래통합당 | 2020년 5월 30일 ~ 2024년 5월 29일  | 중구·강화군·옹진군 일원          |
| 제22대 | 배준영(裵俊英) | 국민의힘   | 2024년 5월 30일 ~ 현재             | 중구·강화군·옹진군 일원          |

## 같이 보기
- 인천시의 국회의원
- 인천 동구의 국회의원
- 인천 서구의 국회의원
- 강화군의 국회의원
- 인천 옹진군의 국회의원
- 중구·동구 (인천 선거구)
- 중구·동구·강화군·옹진군
- 중구·강화군·옹진군